# Vom Zornbraten

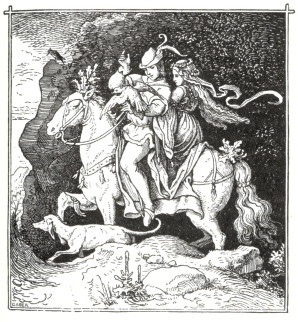
Holzschnitt, Ludwig Richter

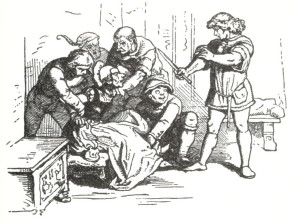
Holzschnitt, Ludwig Richter

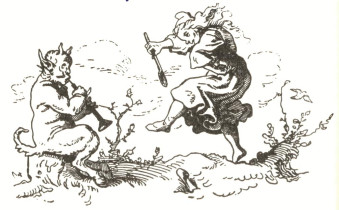
Holzschnitt, Ludwig Richter

Vom Zornbraten ist ein Schwank (AaTh 901). Er steht in Ludwig Bechsteins Deutsches Märchenbuch an Stelle 15 (1845 Nr. 10) und stammt aus Laßbergs Liedersaal (Bd. 2, Nr. 148).

## Inhalt
Des Ritters böse Frau erzieht die Tochter zum Streiten und lässt sie zur Heirat versprechen, ihren Mann zu beherrschen. Der aber tötet seinen Falken und sein Pferd, als sie nicht folgen, und will dann sie reiten. Erschrocken geht sie darauf ein und wird folgsam. Die Mutter besucht sie und zürnt, das belauschen die zwei Männer. Der Schwiegersohn gibt im Streit vor, ihre „Zornnieren und Zornbraten“ herausschneiden zu wollen, lässt sie ergreifen und schneidet Fleisch aus einer Hüfte. Da gelobt sie unter Zureden ihrer Tochter Besserung und ist zeitlebens gut.

## Herkunft
Bechstein schreibt: „Nach einer altdeutschen gereimten Mär, in des Freiherrn von Laßbergs Lieder-Saal.“ Sie stammt aus einer Papierhandschrift des 14. Jahrhunderts, die Bechstein in Prosa übertrug. Laßberg stellt dem Gedicht eine Prosafassung vor und vermerkt: „In einer Papier-Handschrift (Nro. 68) der königl. Bibliotheke zu Dresden, Nro. 26, und in einer Pergament-Handschrift des XIV. Jahrhunderts der Bibliothek zu Königsberg, befindet sich dieses Gedicht ebenfalls.“ Vgl. Shakespeares Der Widerspenstigen Zähmung, Grimms König Drosselbart, Der Zornbraten in Ulrich Jahns Schwänke und Schnurren aus Bauern Mund.
Stefan Neuhaus zufolge steht der Ritter ersatzweise für einen Bürger, eine Konzeption, die seit Lessing gebräuchlich sei. Die (mittelalterliche) peinliche Strafe wird als gelungene Kur und Restitution männlich codierter, bürgerlicher Ordnung hingestellt. Die Kleidung der Delinquentin zu lüften, wäre ein Sittenverstoß, die Verletzung erfolgt daher durch sie hindurch. Das Märchenhafte ist stark reduziert, überhöht aber den jungen Ritter zum Repräsentant einer wunderbaren Ordnung. Vgl. etwa des Strickers Die eingemauerte Frau.